# Junior Mapuku
Junior Mapuku (* 7. Januar 1990 in Kinshasa), mit vollständigen Namen Junior M'Pia Mapuku,  ist ein kongolesischer Fußballspieler.

## Karriere
Junior Mapuku spielte bis 2011 in Frankreich für die B-Mannschaften vom AS Monaco, SC Amiens und ES Troyes AC sowie für Sainte-Geneviève Sports aus Sainte-Geneviève-des-Bois. Am 1. Januar 2012 ging er nach Griechenland. Hier unterschrieb er einen Vertrag bei Panachaiki. Mit dem Verein aus Patras spielte er in der dritten griechischen Liga, der Football League. Für Panachaiki absolvierte er 31 Spiele und schoss dabei fünf Tore. Am 1. Juli 2013 kehrte er nach Frankreich zurück. Hier schloss er sich dem Drittligisten AFC Compiègne aus Compiègne an. Nach Bulgarien ging er im März 2014, wo ihn der Beroe Stara Sagora aus Stara Sagora unter Vertrag nahm. Mit dem Klub spielte er 43-mal in der ersten Liga, der A Grupa. Im September 2015 zog er weiter nach Ägypten. Hier verpflichtete ihn der in der ersten Liga spielende Wadi Degla SC. Ende Juli 2016 wechselte er für einen Monat in die Türkei. Hier stand er zweimal für Bandırmaspor in der zweiten Liga auf dem Spielfeld. Sein ehemaliger Verein Beroe Stara Sagora nahm ihn am 1. Oktober 2016 wieder unter Vertrag. Nach 25 Spielen und 12 geschossenen Toren wechselte er am 1. Juli 2017 zum ebenfalls in der ersten bulgarischen Liga spielenden Lewski Sofia. Für den Verein aus der bulgarischen Hauptstadt Sofia stand er 19-mal auf dem Spielfeld. 2018 spielte er bei SJZ Ever Bright in der Volksrepublik China. Von Januar 2019 bis August 2019 stand er beim rumänischen Zweitligisten FC Dunărea Călărași in Călărași unter Vertrag. Im September 2019 zog es ihn in den Irak. Hier spielte er bis zum 30. Juni 2020 für Al-Shorta SC in der Iraqi Premier League. Mit Al-Shorta gewann er 2019 den Iraqi Super Cup. Das Spiel gegen den al-Zawraa SC gewann man im Elfmeterschießen. Al-Shoalah FC, ein Zweitligist aus Saudi-Arabien, nahm ihn am 1. Juli 2020 unter Vertrag. Wiederum nur eine Saison später schloss er sich Ratchaburi Mitr Phol in der Thai League an. Im Juni/Juli 2021 spielte er mit Ratchaburi fünfmal in der AFC Champions League. Da er hier nicht überzeugen konnte, wurde sein Vertrag Ende Juli wieder gekündigt. Am 11. Oktober 2021 unterschrieb er einen Vertrag beim bulgarischen Verein Slawia Sofia. Mit dem Verein aus der Hauptstadt Sofia spielte er fünfmal in der ersten Liga des Landes, der Parwa liga. In Sofia stand er bis Mitte März 2022 unter Vertrag. Am 19. März 2022 ging er nach Saudi-Arabien, wo er sich dem Zweitligisten al-Faisaly FC anschloss. Ende Juni 2022 wurde sein Vertrag in Harma wieder aufgelöst. Von Ende Juni 2022 bis Mitte Oktober 2022 war er wieder vertrags- und Vereinslos. Am 13. Oktober 2022 nahm ihn der Sheikh Russel KC aus Bangladesch unter Vertrag. Der Verein aus Dhaka spielt in der ersten Liga, der Bangladesh Premier League. Nach zehn Erstligaspielen wurde sein Vertrag im Februar 2023 nicht verlängert.

## Erfolge
Al-Shorta SC
- Irakischer Superpokal-Sieger: 2019